# Deslizamentos de terra em Gofa de 2024

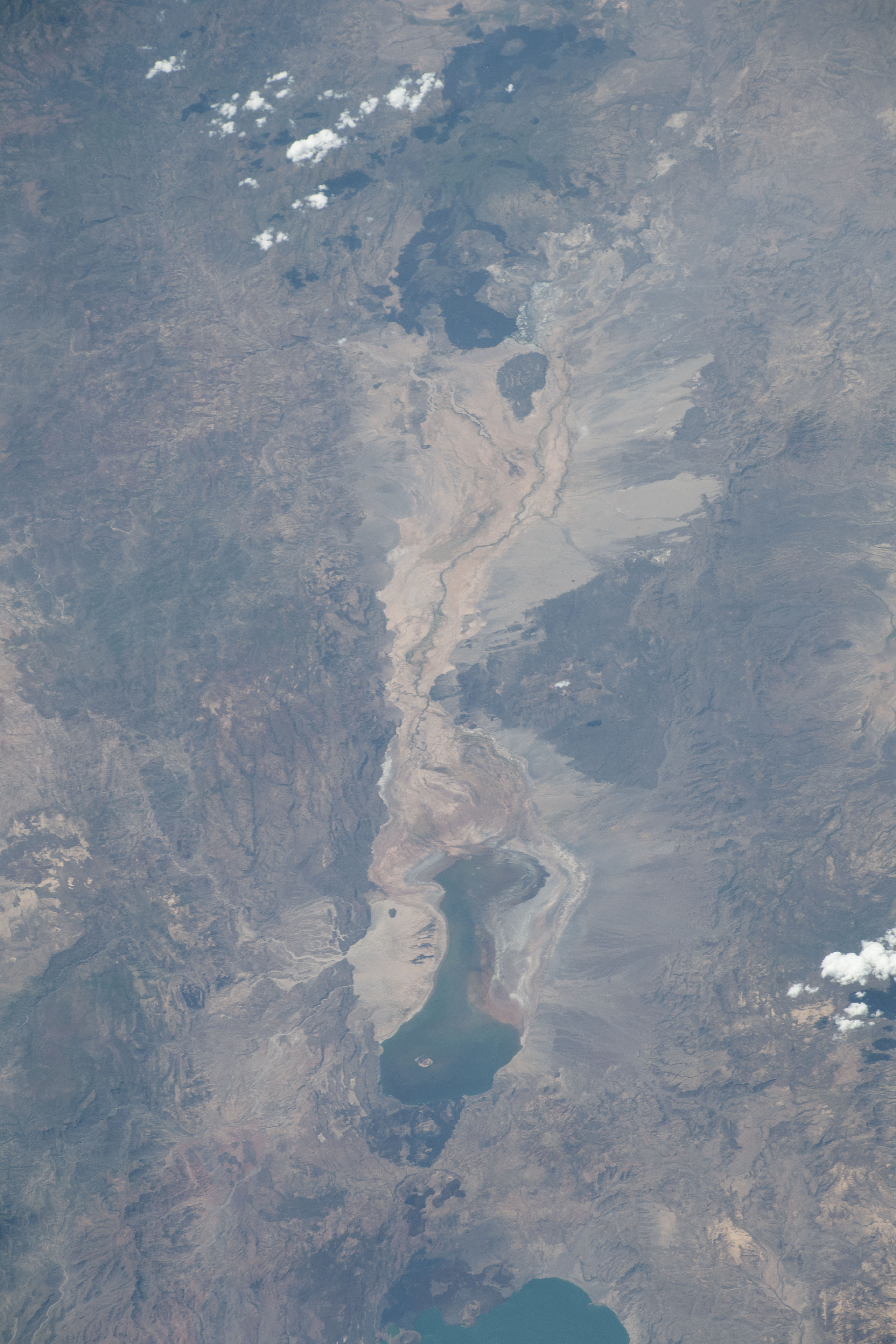
Vista por satélite da área em 2018

Nos dias 21–22 de julho de 2024, dois deslizamentos de terra soterraram duas aldeias no South Ethiopia Regional State, Etiópia, matando 257 pessoas e ferindo 12. O segundo deslizamento soterrrou aqueles que chegaram para ajudar após o primeiro. Estes foram os deslizamentos de terra mais mortais na história da Etiópia.

## Antecedentes
Gofa está situada no South Ethiopia Regional State, aproximadamente 450 quilômetros (280 mi) da capital Addis Ababa, uma viagem que leva cerca de 10 horas de carro. Segundo declarações de moradores, a área onde ocorreram os deslizamentos de terra era rural, remota e montanhosa. O solo na região é conhecido por ser instável, e deslizamentos de terra e chuvas intensas levam a incidentes mortais todos os anos. Em 2016, chuvas intensas na Wolaita, também no sul da Etiópia, causaram deslizamentos de terra que mataram 41 pessoas. Em maio de 2024, 50 pessoas morreram em um deslizamento de terra na mesma área do evento de julho.

## Incidente
Após chuvas intensas na localidade de Kencho-Shacha em Geze Gofa, o primeiro deslizamento de terra ocorreu na noite de 21 de julho, soterrando quatro residências. Na manhã seguinte, por volta das 10h00 EAT (07h00 UTC), um segundo deslizamento de terra ocorreu quando pessoas chegaram ao local para resgatar sobreviventes, levando a mais mortes. Entre os deslizamentos de terra, duas aldeias próximas foram soterradas.
Pelo menos 257 mortes foram atribuídas ao deslizamento de terra, incluindo 148 homens e 81 mulheres, tornando-o o deslizamento de terra mais mortal da Etiópia. Entre os mortos estava o administrador da localidade. O United Nations Office for the Coordination of Humanitarian Affairs disse que o número final de mortos pode ultrapassar 500.

## Consequências
A mídia estatal etíope, Fana Broadcasting Corporate, compartilhou imagens no Facebook de socorristas cavando a área do desastre com pás e com as mãos nuas. Em 23 de julho, Markos Melese, chefe da Agência Nacional de Resposta a Desastres na Gofa Zone, disse à Reuters que os primeiros socorristas ainda estavam recuperando corpos. No mesmo dia, pelo menos 10 pessoas haviam sido resgatadas dos escombros.
Os primeiros socorristas relataram que famílias estavam identificando e reclamando os corpos das vítimas, enquanto os restos mortais não reclamados foram enterrados no local. Um voluntário disse ao Addis Standard que os corpos recuperados foram coletados em uma tenda para uma cerimônia de sepultamento posterior. A falta inicial de maquinário entre os socorristas teria prejudicado os esforços de busca. O United Nations Office for the Coordination of Humanitarian Affairs disse que pelo menos 15 515 pessoas foram afetadas pelo desastre, acrescentando que evacuações urgentes eram necessárias para essas pessoas que estão em alto risco de novos incidentes devido às chuvas contínuas.

## Resposta
Nas redes sociais, o Primeiro-Ministro Abiy Ahmed expressou pesar e afirmou que os serviços de emergência foram mobilizados. Ele deverá visitar o local do deslizamento em 26 de julho. A Assembleia Parlamentar Federal declarou um período de luto de 27 a 29 de julho.
O chefe da Comissão da União Africana, Moussa Faki Mahamat, manifestou seu apoio nas redes sociais, afirmando que os esforços para encontrar os desaparecidos e ajudar os deslocados estavam em andamento.
O chefe da Organização Mundial da Saúde, Tedros Adhanom Ghebreyesus, expressou suas condolências às famílias afetadas e observou que uma equipe da OMS foi enviada para apoiar as necessidades de saúde imediatas.
Workneh Gebeyehu, secretário executivo da Autoridade Intergovernamental para o Desenvolvimento, pediu vigilância e adesão aos protocolos de segurança em meio aos impactos contínuos das mudanças climáticas para evitar novos desastres.